# Treron sphenurus
Treron sphenurus é uma espécie de ave da família Columbidae.
Pode ser encontrada nos seguintes países: Bangladesh, Butão, Camboja, China, Índia, Indonésia, Laos, Malásia, Myanmar, Nepal, Paquistão, Tailândia e Vietname.
Os seus habitats naturais são: florestas subtropicais ou tropicais húmidas de baixa altitude e regiões subtropicais ou tropicais húmidas de alta altitude.